# Dolmen von Vaon

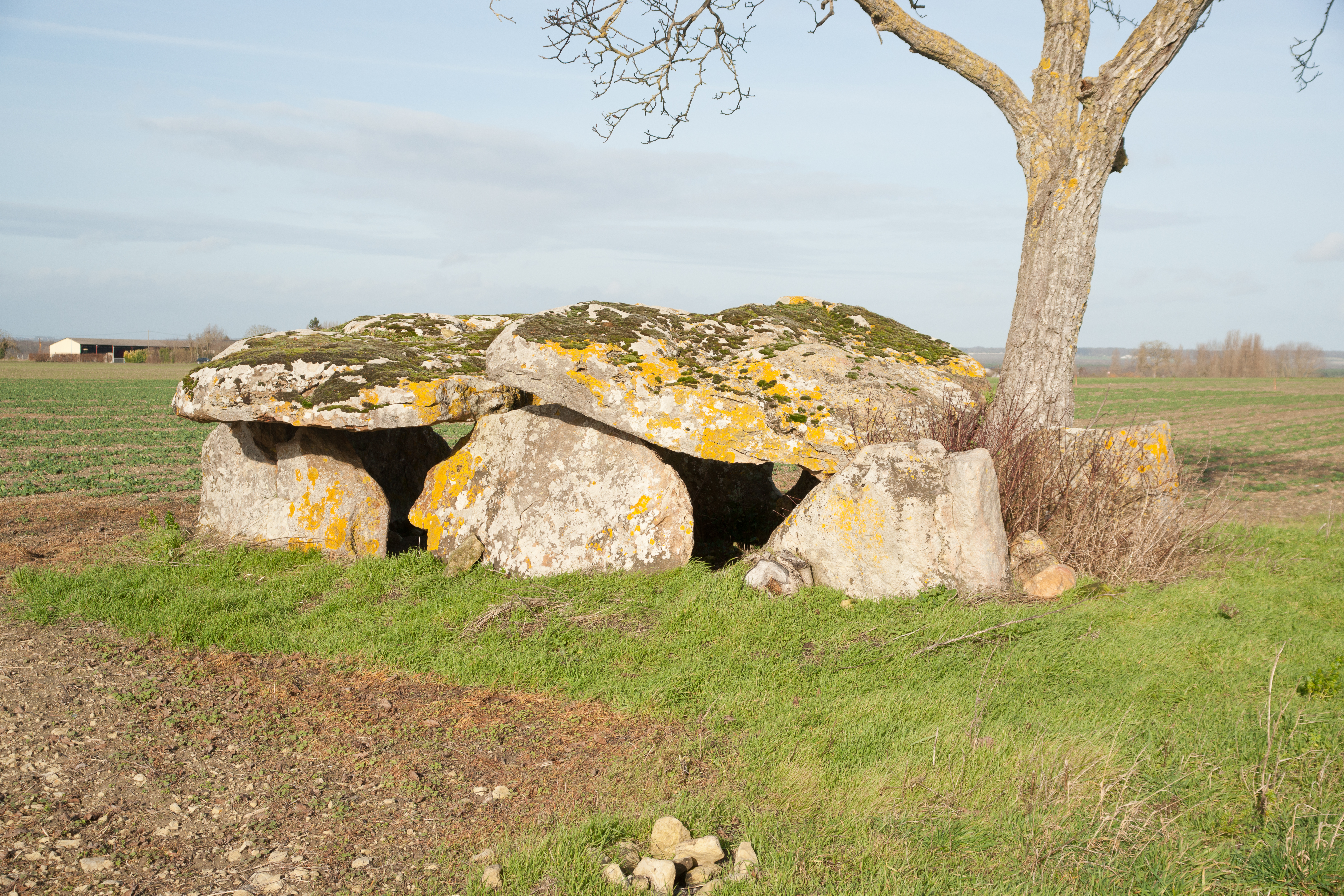
Dolmen von Vaon – von Südosten

Der Dolmen von Vaon liegt in einem Feld südlich von Vaon und westlich von Les Trois-Moutiers, bei Loudun im äußersten Norden des Département Vienne in Frankreich. Dolmen ist in Frankreich der Oberbegriff für neolithische Megalithanlagen aller Art (siehe: Französische Nomenklatur).
Es ist ein West-Ost orientierter Dolmen vom Typ angevin. Er ist etwa 8,0 Meter lang, 2,5 Meter breit und 1,5 Meter hoch. Die Kammer ist etwa 6,0 Meter lang und innen 2,0 Meter breit. Er wird von vier (zwei pro Seite) Orthostaten, von denen einer leicht kollabiert ist, und dem Endstein begrenzt. Die beiden Decksteine liegen auf. Der Dolmen hatte an der Ostseite ein etwa 2,5 m langes und 1,5 m breites Trilithenportal, von dem nur die beiden Stützsteine erhalten sind.
Der Dolmen ist  als Monument historique eingestuft.
In der Nähe liegen die teilweise sehr beschädigten Dolmen de la Rente de Fontevrault, La Pierre Crapaud, Dolmen de la Porte Rouge, Butte de Saint-Drémont und der Roche-Vernaize.

Dolmen von Vaon
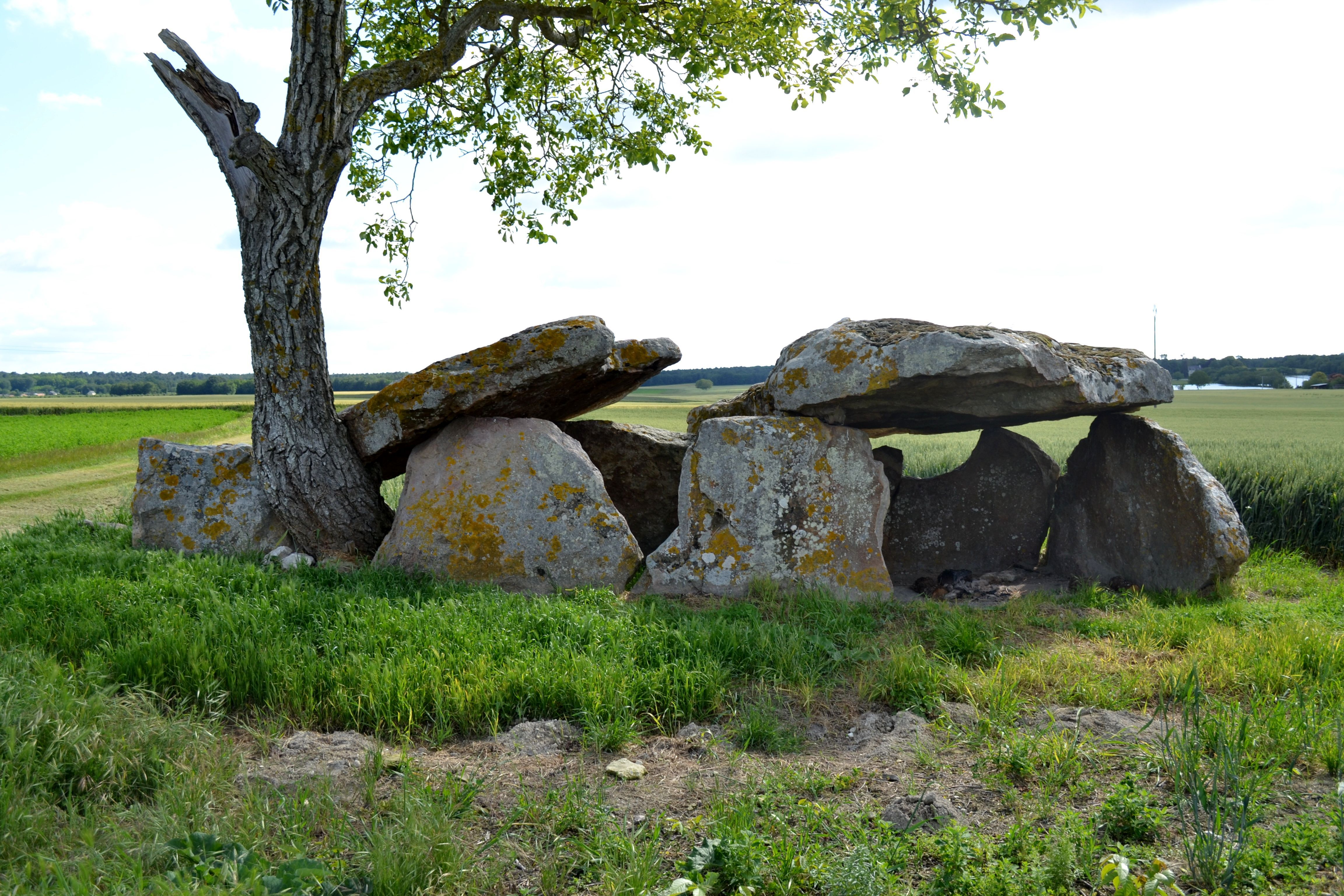
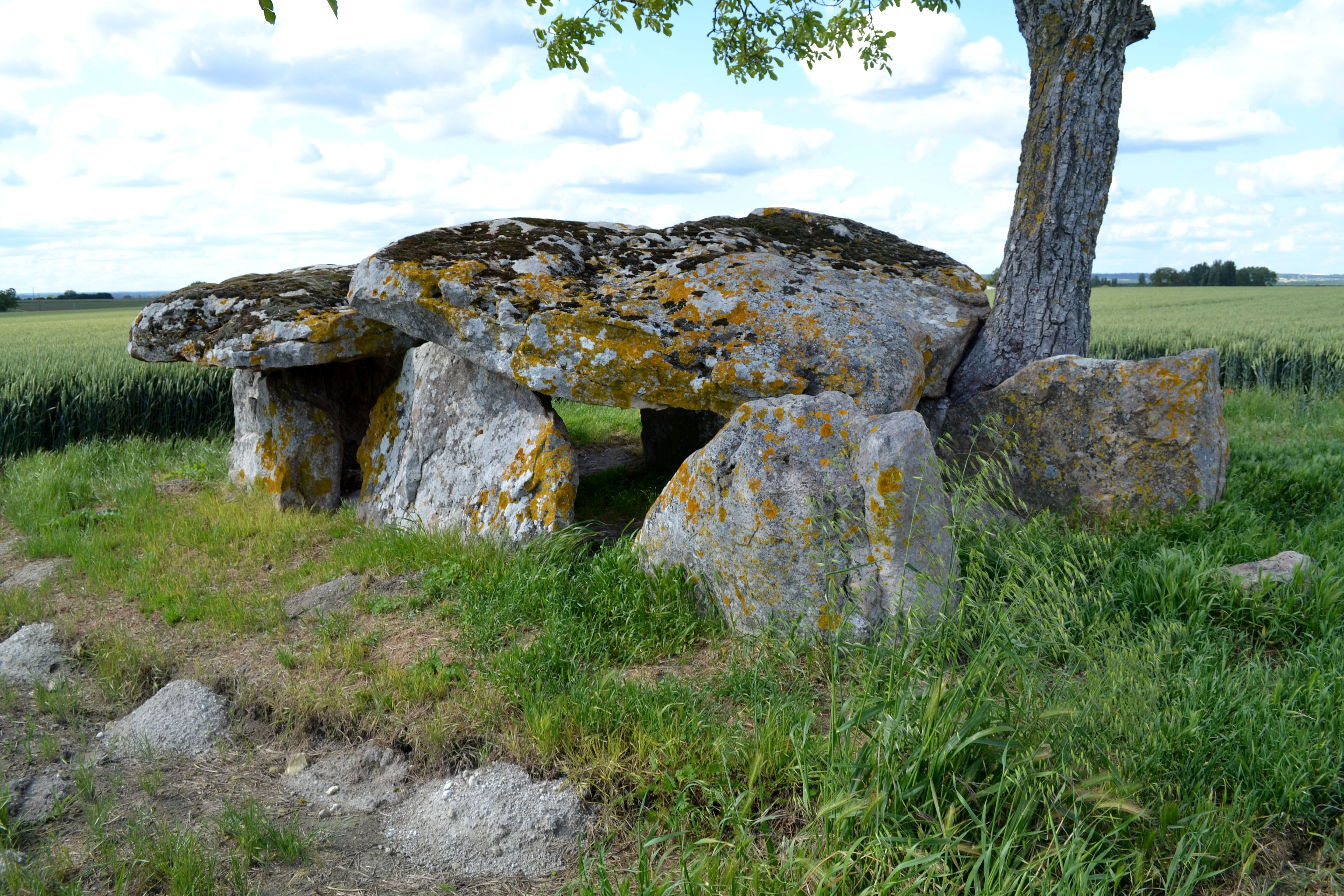
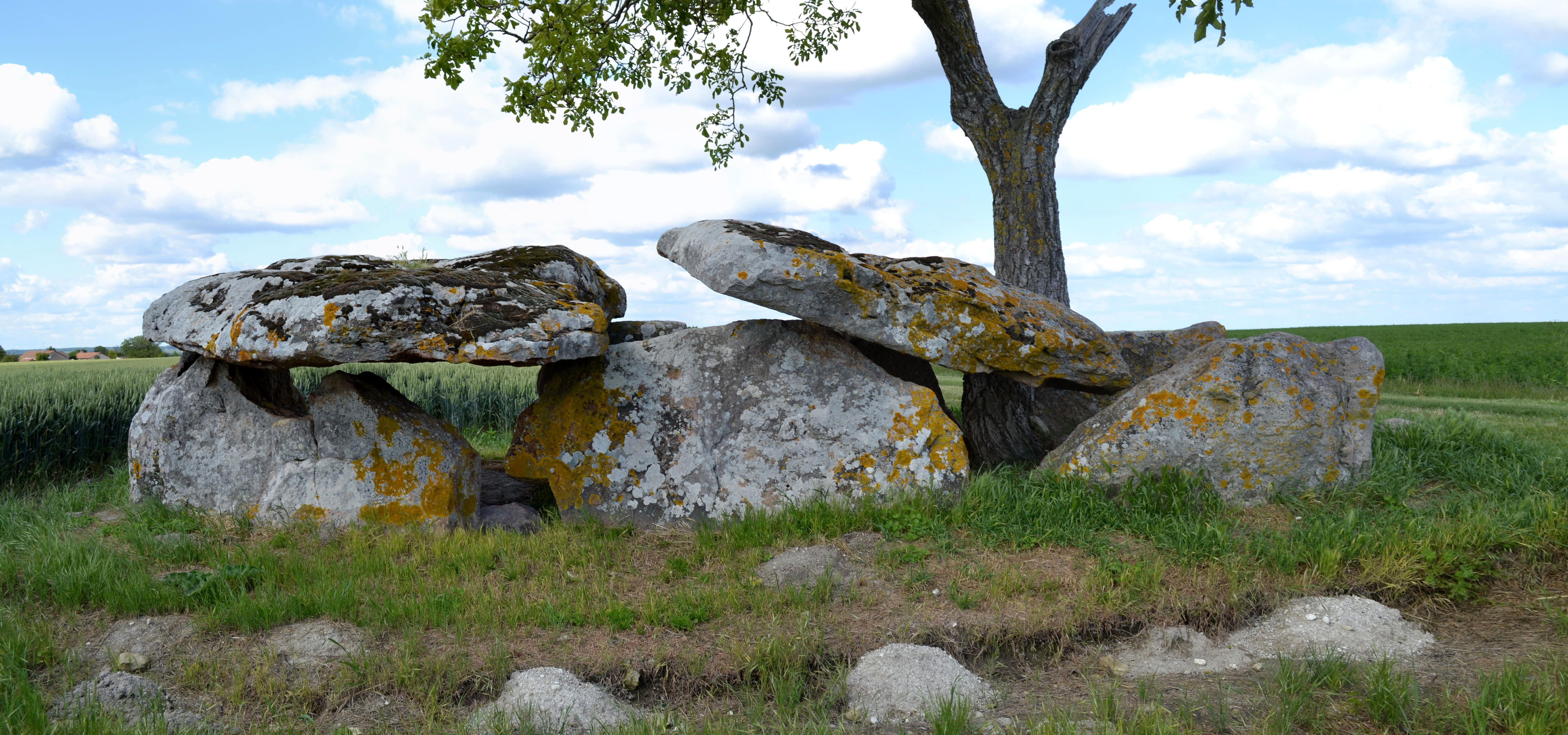
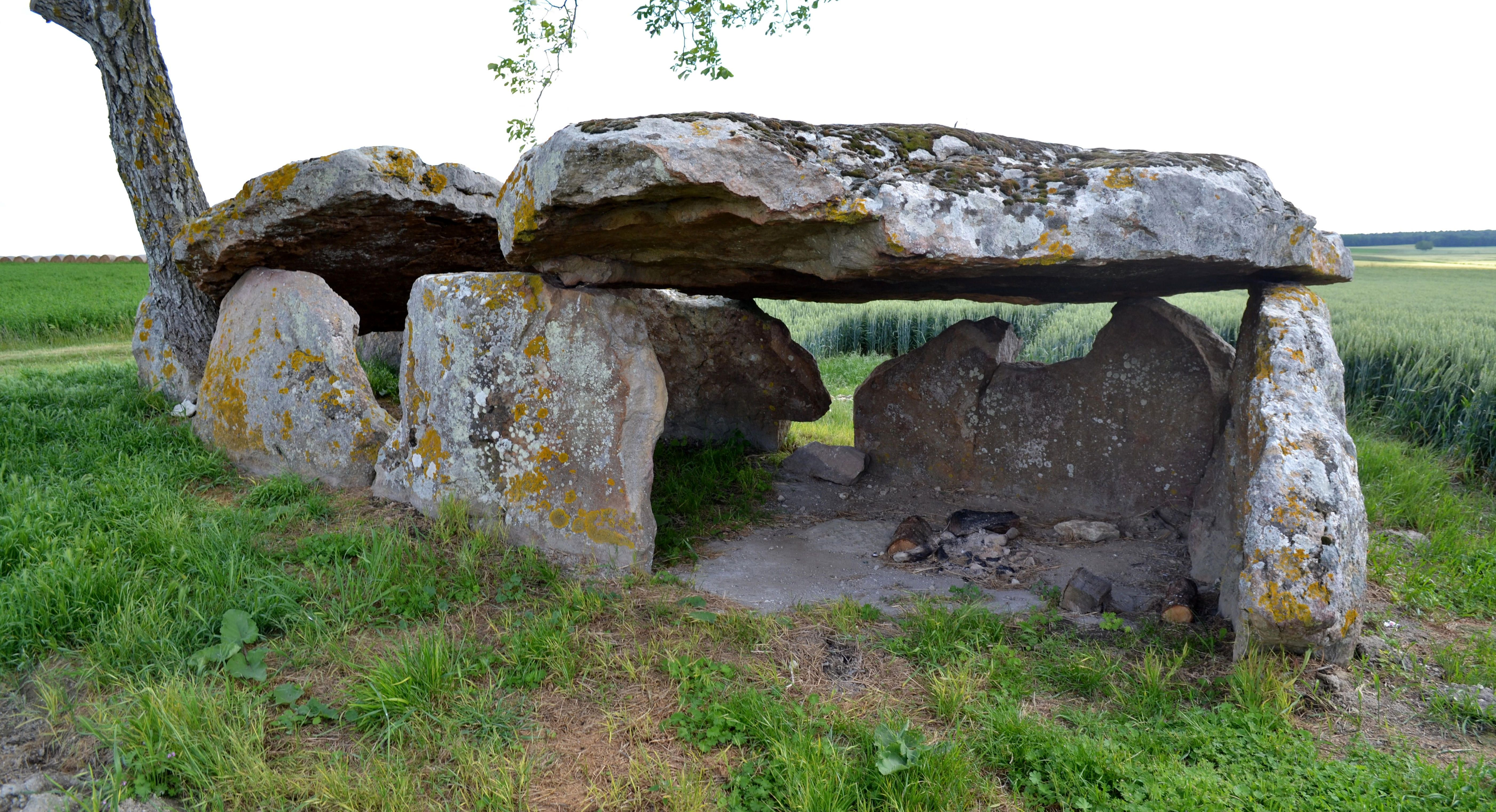